# Il tulipano nero
Il tulipano nero è un romanzo di Alexandre Dumas padre scritto in collaborazione con Auguste Maquet nel 1850.

## Trama

### Contesto storico
Siamo nei Paesi Bassi, la terra dei tulipani, nel '600, il cosiddetto secolo d'oro olandese. Qui si sta svolgendo un'accesa lotta politica per il potere tra il Gran Pensionario, il borghese Johan de Witt (Giovanni nella versione italiana del libro), e lo Statolder, l'aristocratico Guglielmo III d'Orange. Nello specifico, va ricordato che, con il primo diffondersi dei tulipani, allora importati in Europa dall'Oriente, si sviluppò una vera e propria mania tra le classi altolocate del paese per questi fiori. Il loro prezzo crebbe enormemente, fino a quindici volte il salario di un contadino, anche per effetto della speculazione di molti olandesi che investirono i loro capitali in quello che fu chiamato il commercio del vento per l'impossibilità di stabilire un mercato su basi stabili. Intervenne anche il governo per regolare il mercato e, con la maggiore quantità commerciata, i prezzi inevitabilmente crollarono: la cosiddetta bolla dei tulipani è probabilmente il primo caso nella storia di una "bolla speculativa" commerciale e finanziaria.

### Intreccio
La storia di Dumas, un racconto d'amore e di spionaggio industriale, vede protagonista il medico Cornélius Van Baerle che, pur appartenendo a una ricca famiglia dell'Aja, non vuole arricchirsi ancora di più, ma investe grosse somme di denaro nella sua mania per i tulipani alla ricerca di forme e colori sempre più nuovi fino a riuscire a creare l'impossibile tulipano nero, per il quale la città di Haarlem offre il ricchissimo premio di centomila fiorini.
Cornélius sta quasi per riuscirci ma un vicino invidioso, Isaac Boxtel, organizza un piano per rubargli i preziosi bulbi e lo accusa di aver complottato con il Gran Pensionario de Witt, sconfitto e trucidato nel frattempo dagli orangisti. Mentre Cornélius, incarcerato e totalmente all'oscuro delle vicende politiche, è in attesa di essere giustiziato, conosce la bella figlia del carceriere, Rosa, che s'innamora di lui; la giovane lo salverà e riuscirà a far fiorire i bulbi del meraviglioso tulipano nero.

## Film
L'opera ha avuto diversi adattamenti per il cinema, tra cui:
- Das Fest der schwarzen Tulpe - film del 1920 diretto da Marie Luise Droop e Muhsin Ertugrul
- De zwarte tulp - film del 1921 diretto da Maurits Binger e Frank Richardson
- The Black Tulip - film del 1937 diretto da Alex Bryce
- Il tulipano nero - film del 1964 diretto da    Christian-Jaque con Alain Delon
- Black Tulip - film d'animazione del 1988

## Edizioni italiane
- Il tulipano nero, traduzione di C. Siniscalchi, Collana I grandi romanzi storici di Alessandro Dumas, Milano, Lucchi, 1954.
- Il tulipano nero, traduzione di G. Cavallotti, Collana Best n.25, Torino, Dell'Albero, 1966.
- Il tulipano nero, Collana Nuova classica ragazzi n.8, San Paolo Edizioni, 1969, 2012, ISBN 978-88-215-7587-7.
- Il tulipano nero, traduzione di Tina Simonetti, Ginevra, Ferni, 1976.
- Il tulipano nero, traduzione di Raffaele Borrelli, Collana La memoria n.740, Palermo, Sellerio, 2008,  p. 360, ISBN 88-389-2269-1.
- Il tulipano nero, trad. e cura di Riccardo Reim, Collana I MiniMammut, Roma, Newton Compton, 2016  [2009], ISBN 978-88-541-9314-7.
- Il tulipano nero, Cura e trad. di Franco Romanini, Crescere Edizioni, 2017,  p. 218, ISBN 978-88-833-7442-5.
- Il tulipano nero, traduzione di Sara Arena, Prefazione di Luca Crovi, a cura di Guido Paduano, Collana Classici Moderni, Milano, BUR-Rizzoli, 2022, ISBN 978-88-171-5897-8.